# Christian Barnewitz
Christian Walter Barnewitz (* 29. Dezember 1927 in Dresden; † 2. Mai 2011 in Radebeul) war ein deutscher Müller, Kaufmann, Freimaurer und Unternehmer.

## Leben und Wirken

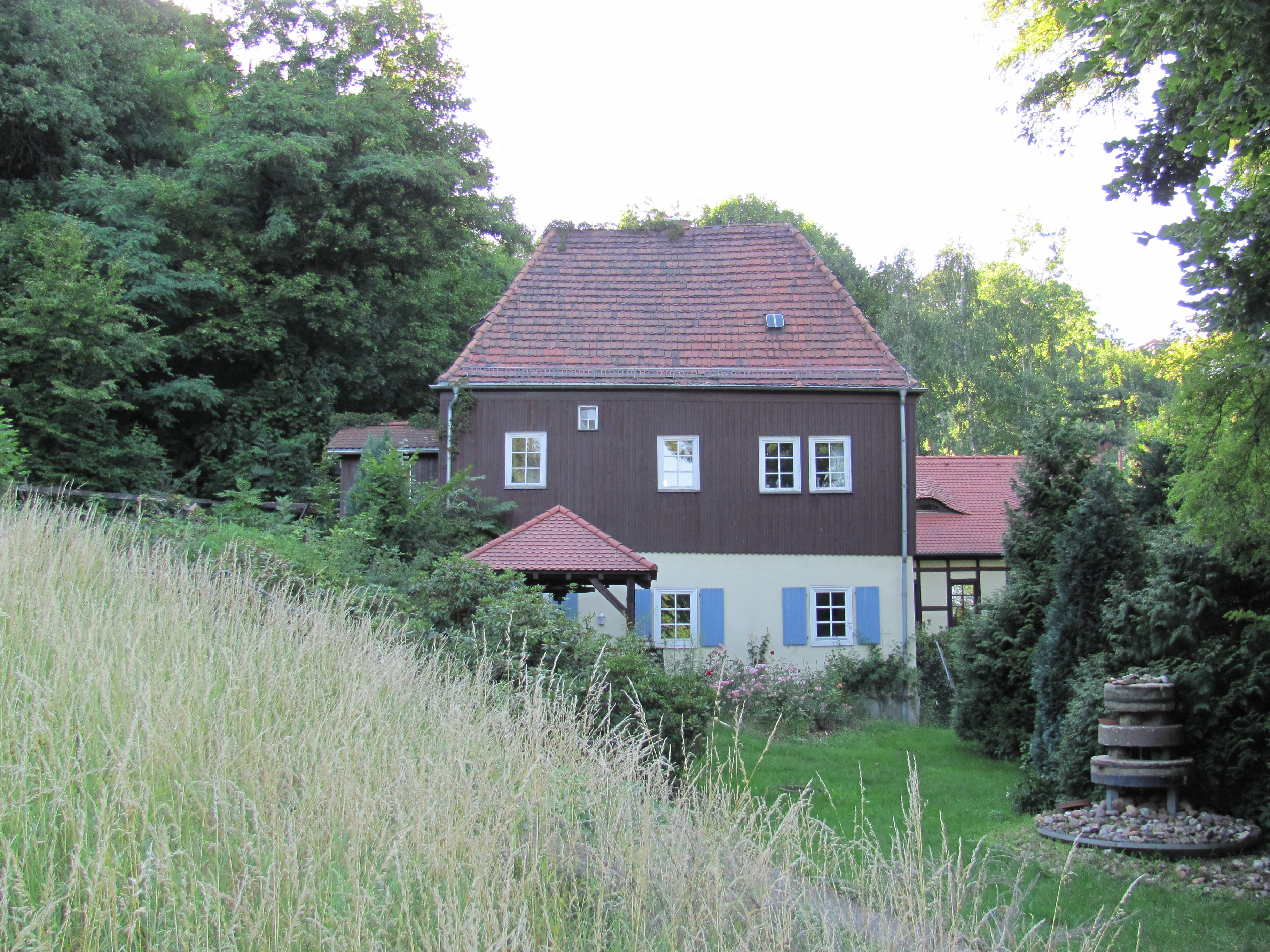
Haus Barnewitz, rechts das Duplikat des Mühlsteinbrunnens am Weißen Ross

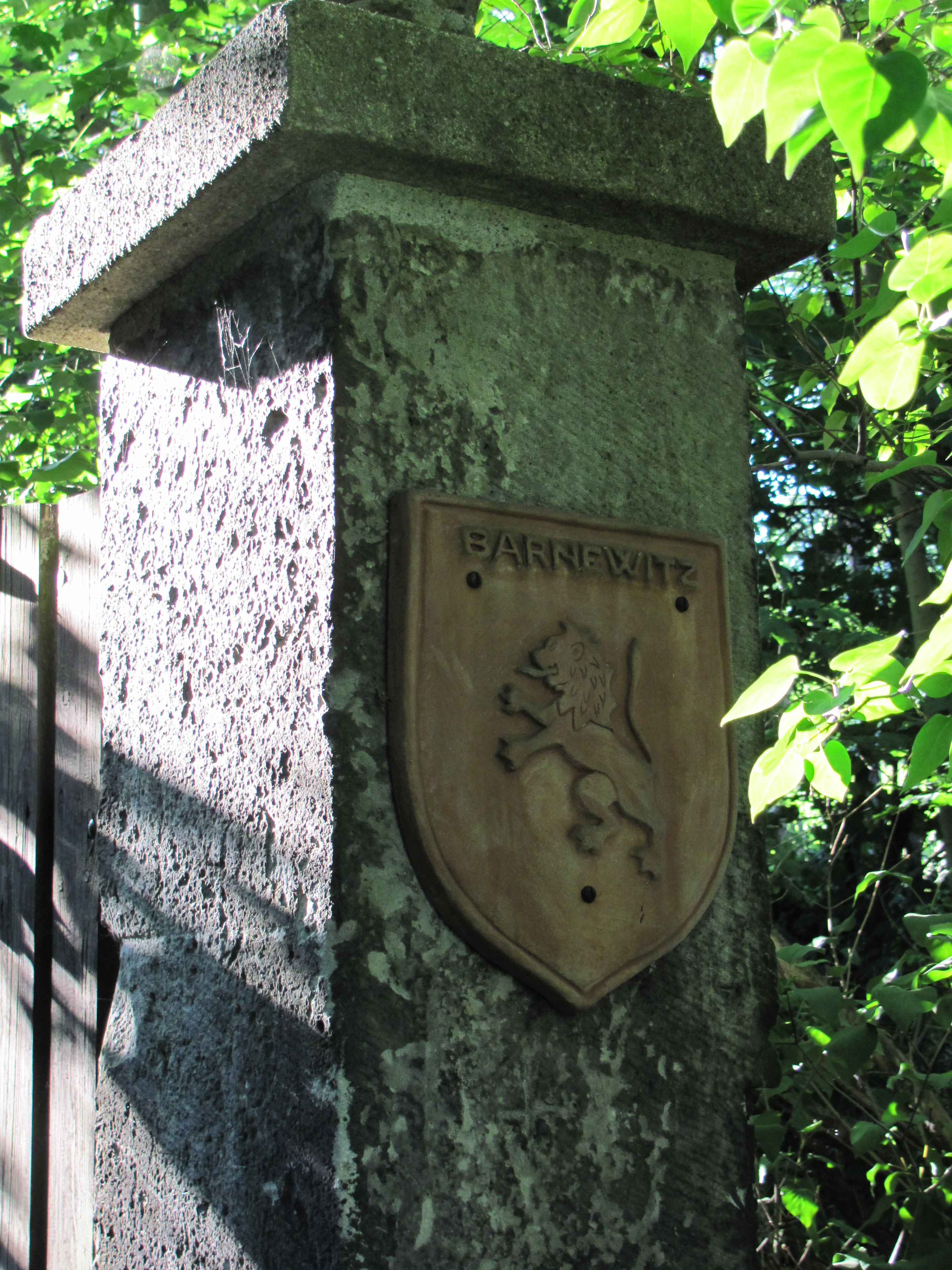
Das Barnewitzsche Wappen am Eingangs-Torpfeiler

Barnewitz war Müllermeister und seit seinen jungen Jahren Mitglied der FDP. Er übernahm am 1. Januar 1987 die Muskator-Werke in Düsseldorf als Mitgesellschafter und leitete sie.
Barnewitz war Gesellschafter und Geschäftsführer der Muskator-Werke, bis er seinen Gesellschafteranteil im Jahr 2001 verkaufte. Die Muskator-Übernahme wurde durch die enge Freundschaft mit dem Geschäftsinhaber Hermann Schmidt, dem vorherigen Firmenchef der Muskatorwerke, sowie der Freundschaft derer Ehefrauen möglich. Nach der Wiedervereinigung Deutschlands im Jahr 1990 sorgte Barnewitz dafür, dass die Muskator-Werke das Werk Riesa erwarben und ausbauten und dass zahlreiche weitere Immobilien und ein Hotel in Riesa Eigentum der Muskatorwerke wurden.
Barnewitz war bereits in der Region Düsseldorf Freimaurer, bis er in Dresden die beiden Logen Zum goldenen Apfel und Zu den drei Schwertern und Asträa zur grünenden Raute mit wiederbegründete. Von 1990 bis 1998 setzte er sich erfolgreich und maßgeblich vor den Vermögensämtern und dem Verwaltungsgericht Dresden dafür ein, dass das ursprüngliche Freimaurerhaus in Dresden an die wieder gegründeten Freimaurerlogen zurück übertragen wurde.
Barnewitz war in zweiter Ehe mit Vivian Barnewitz, geb. Hoffert, verheiratet und hatte zwei Töchter aus erster Ehe und einen Sohn aus der zweiten Ehe. Er wohnte in seinen letzten Jahren auf einem seinerzeit denkmalgeschützten Winzerhof aus dem 17. Jahrhundert in der Niederlößnitz, dem Haus Barnewitz, das bereits von 1932 bis 1952 seinem Vater, einem Geheimen Regierungsrat, gehört hatte und das er Anfang der 1990er Jahre zurückerwarb.
Im Jahr 2008 weihte er als Vorsitzender der Freimaurerstiftung Dresden öffentlich in Radebeul den Mühlsteinbrunnen am Weißen Ross ein, der an die sieben ehemaligen Wassermühlen im Lößnitzgrund erinnern soll. 2009 folgte in Dresden der Marktfrauenbrunnen.